# Xerinae
Xerinae este o subfamilie de veverițe, în mare parte terestre. Ea include triburile Marmotini, Xerini și Protoxerini.